# Lisa Maxwell
Pour les articles homonymes, voir Maxwell.
Lisa Maxwell est une actrice anglaise née le 24 novembre 1963 à Elephant and Castle (Royaume-Uni).

## Filmographie

### Cinéma
- 1982 : Remembrance
- 1982 : Dark Crystal (The Dark Crystal) : Kira (voix)
- 2006 : Free Jimmy : Lise (voix)

### Télévision
- 1988 : The Joe Longthorne Show (série télévisée) : (1988)
- 1991 : The Lisa Maxwell Show (série télévisée)
- 1993 : Comedy Playhouse (série télévisée) : Mojo
- 2001 : En immersion ("In Deep") (série télévisée) : Pamela Ketman (2001-2002)
- 2002 : Get Carman: The Trials of George Carman QC (téléfilm) : Gillian Taylforth